# Leona Lewis
Leona Louise Lewis (Londres, Inglaterra; 3 de abril de 1985) es una cantante y compositora británica que saltó a la fama por ser la ganadora de la tercera edición del reality show The X Factor de Reino Unido.
Ha sido nominada a varios premios importantes como "Mejor disco del año" por Spirit y Echo. También ha sido comparada por la crítica con cantantes de la talla de Céline Dion, Mariah Carey, Whitney Houston y Christina Aguilera. Su primer sencillo lanzado en 2006, «A Moment Like This», logró batir un récord mundial al ser descargada 50.000 veces en menos de 30 minutos. El 12 de noviembre de 2007 lanza su primer álbum de estudio, Spirit, el que debutó en el número uno en nueve países y fue certificado diez veces platino en el Reino Unido. Durante 2007 y 2008 publica «Bleeding Love», como el segundo sencillo del álbum, que logró debutar directo al número uno en 17 países, de los que se incluyen; Australia, Alemania, Estados Unidos, Reino Unido, Japón, etc. Luego vendrían otros cinco sencillos, de los que se destaca su propia versión de «Run», que obtuvo un gran éxito en Europa.
Vegetariana desde los doce años, Lewis ganó el certamen de PETA's Sexiest Vegetarian junto con Anthony Kiedis de los Red Hot Chili Peppers en 2008. También fue nombrada persona del año de PETA en el 2008. Ha sido nominada a siete Brit Awards y tres Premios Grammy, además de vender más de 20 millones de álbumes y sencillos alrededor del mundo. En 2009 lanzó su segundo álbum de estudio, Echo, que no obtuvo el mismo éxito que su anterior, pero pese a ello, alcanzó el Top5 en Austria, Irlanda y Reino Unido. Para su promoción se incluyen los sencillos, «Happy» e «I Got You», además de su primera gira por Europa, The Labyrinth Tour en 2010.
En 2011 lanzó al mercado su primer extended play titulado Hurt: The EP, mientras que en 2012 su tercer álbum de estudio Glassheart. De este último se desprenden los sencillos; «Collide», con la colaboración del DJ Avicii, que alcanzó la cima de la Hot Dance Club Play de Billboard en los Estados Unidos, mientras que «Trouble», se alzó como el noveno éxito top10 de Lewis en el Reino Unido. Durante mayo y abril de 2013, Lewis se embarcó en su segunda gira por Europa, llamada The Glassheart Tour, con la que dio por finalizada la promoción del álbum.
El 29 de noviembre de 2013, lanzó al mercado su cuarto álbum de estudio titulado Christmas, with Love, el que mezcla sonidos navideños.. El sencillo promocional, «One More Sleep» fue lanzado en las tiendas digitales el 5 de noviembre de 2013 y rápidamente escaló hasta el Top5 de las listas del Reino Unido, otorgándole a Lewis un nuevo récord, en ser la artista femenina británica con más sencillos en el Top5 de toda la historia de la lista inglesa, con un total de ocho sencillos.

## Biografía

### 1985-2006: primeros años yThe X Factor
Artículo Principal: The X Factor (Reino Unido)
Leona Lewis nació en el distrito de Islington. Es la segunda de los tres niños que concibieron Aural Josiah y Marie Lewis, su hermano mayor se llama Bradley, y su hermano menor Kyle. Con 12 años compuso su primera canción, con la que ganaría varios concursos de talento. Estudió Arte dramático en el Sylvia Young Theatre School, continuó en la academia de música Italia Conti Academy, y por último en el Brit School. Después de terminar su formación, desempeñó varios empleos para financiar su carrera, trabajando de camarera o recepcionista entre otros.

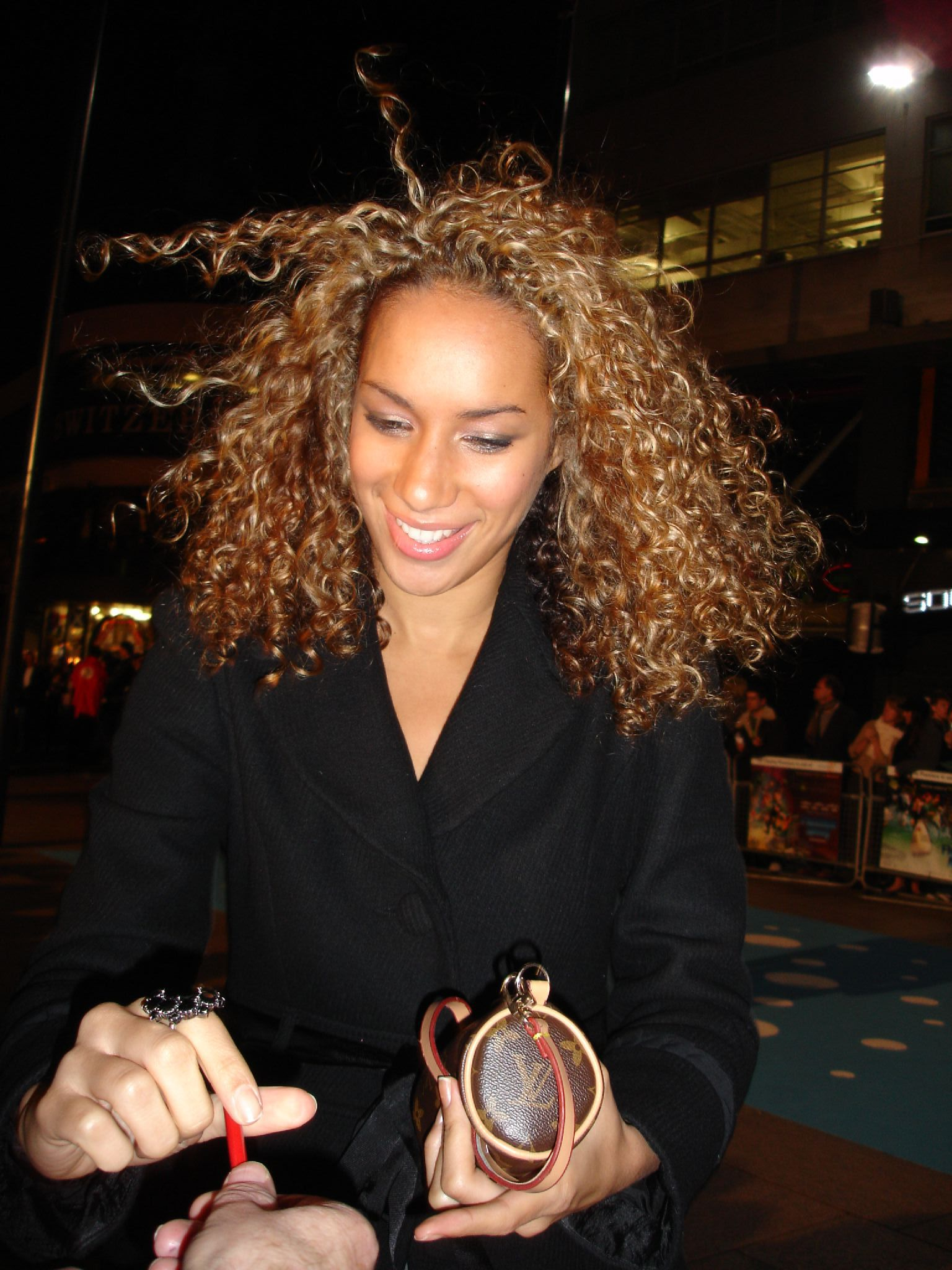
Lewis en el estreno de la película Flushed Away en noviembre de 2006

Grabó varios EP pero ninguno salió al mercado, incluyendo la canción «Twilight». Tras estos resultados desalentadores, Leona pensó en abandonar su sueño de ser cantante. Sin embargo, su novio la persuadió para que lo intentara una vez más, y ella se presentó a los castings para el programa británico The X Factor, los cuales superó. Ya en el concurso, se estrenó con el tema «Over the rainbow» y superó las cuatro fases del programa hasta proclamarse como vencedora el 16 de diciembre de 2006.
Sus interpretaciones semanales durante el X-Factor fueron:
- Semana 1: I'll be there
- Semana 2: First cut is the deepest
- Semana 3: Summer time
- Semana 4: Chiquitita
- Semana 5: Sorry seems to be the hardest word
- Semana 6: Bridge over troubled water
- Semana 7: Lady Marmalade y I will always love you
- Semana 8: Could it be magic y Without You
- Semana 9 Semifinal: I have nothing y Somewhere over the rainbow
- Semana 10 Gran Final: I will always love you, A million love songs(Junto con Take That), All by myself y 2 interpretaciones de la canción A moment like this.

### 2007-2008:Spirity reconocimiento a nivel mundial
Artículo Principal: Spirit (álbum de Leona Lewis)
Después del triunfo, Lewis logró un contrato de 1 millón de libras. Simon Cowell, jurado de Factor X, fue quien se aseguró de que Clive Davis, fundador del sello J Records la escuchara antes de firmar con ella. Con ellos preparó su álbum de debut, titulado Spirit. Un día después de su victoria en Factor X, se colgó en Internet el que sería su primer sencillo, «A Moment Like This», el cual logró un récord de descargas en Reino Unido con más de 50.000 descargas en menos de 30 minutos, desbancando a «Crazy» de Gnarls Barkley como el sencillo más descargado de Internet en el año 2006.
Lewis hizo una presentación especial de su álbum en el "Mandarin Oriental Hotel" de Knightsbridge, Londres, donde cantó cuatro canciones del disco: «Bleeding Love», «The First Time Ever I Saw Your Face», «Homeless» y «Whatever It Takes». El disco salió al mercado el 9 de noviembre de 2007, en la República de Irlanda, y el 12 de noviembre en el Reino Unido, y pasó a liderar las listas de ventas de álbumes en ambos países, y en otros como Alemania, Nueva Zelanda y Australia. Su segundo sencillo «Bleeding Love» ha alcanzado más de 100 millones de visualizaciones en YouTube.
El tercer sencillo del álbum «Better in Time» y «Footprints in the Sand», fue lanzado en Reino Unido en marzo de 2008. Alcanzó el número dos en la lista de Reino Unido UK singles chart vendiendo cerca de 40,000 copias en su primera semana de lanzamiento. «Better in Time» fue lanzado como el segundo sencillo del álbum en Estados Unidos, en dónde alcanzó el número once de la Billboard Hot 100. «Forgive Me» fue publicado como el quinto sencillo en noviembre de 2008; alcanzando el número cinco en Reino Unido. «Run» fue publicado para su descarga digital en Reino Unido, haciéndose con el número uno, y convirtiéndose en el sencillo descargado más rápidamente, con 69,244 copias vendidas en dos días. El último sencillo del álbum, «I Will Be», se lanzó en enero de 2009, pero solo para América del Norte; ubicándose en el número sesenta y seis de la Billboard Hot 100.
En agosto de 2008, presentó la canción «Whole Lotta Love» con el guitarrista Jimmy Page de Led Zeppelin en el cierre de los Juegos Olímpicos del 2008 en Pekín. En septiembre de 2008, participó con otros cantantes en una campaña contra el cáncer, llamada Stand Up to Cancer. El sencillo, llamado «Just Stand Up!», fue interpretado en la telethon del mismo año por las principales cadenas de televisión de los Estados Unidos. Lewis recibió tres nominaciones en la 51 entrega de los Grammy Awards en diciembre de 2008 («Bleeding Love» como canción del año y mejor interpretación vocal pop femenina; Spirit como el mejor álbum vocal pop). Ese mismo año recibió cuatro nominaciones en los BRIT Awards: mejor artista británica femenina, mejor interpretación británica, mejor álbum británico, y mejor sencillo británico. También ganó dos premios MOBO, como Mejor álbum y Mejor video musical por «Bleeding Love». En diciembre de 2008 Lewis fue nombrada 'Top New Artist' por la revista Billboard.

### 2009-2010:EchoyThe Labyrinth Tour
Artículo Principal: Echo (álbum de Leona Lewis), The Labyrinth Tour

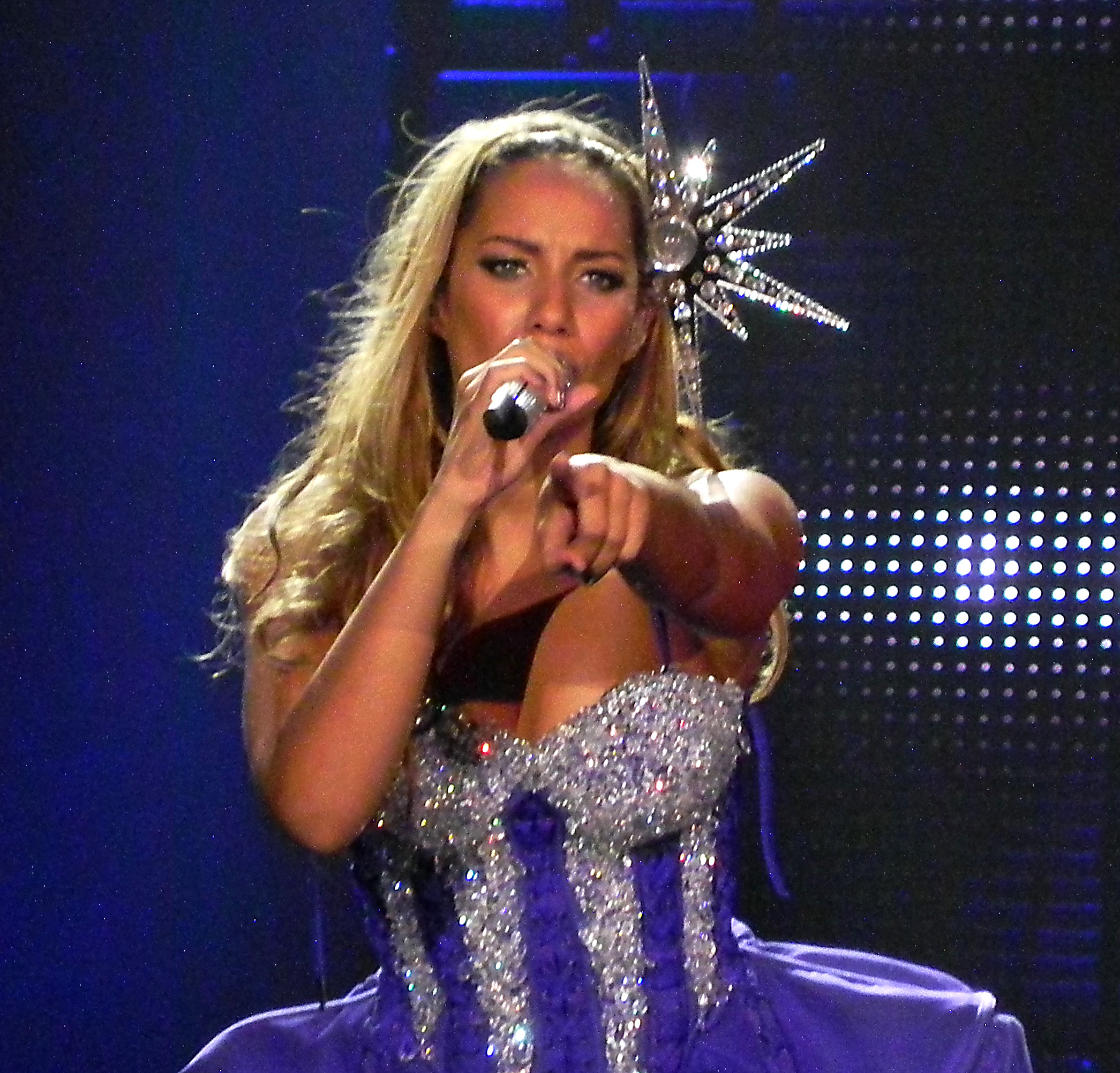
Lewis durante su gira The Labyrinth en 2010

A finales de agosto de 2009 se reveló el nombre del tan esperado disco de Leona, Echo, a su vez, el nombre del primer sencillo «Happy», escrita por Lewis, Ryan Tedder, Evan Bogart y bajo la producción de Tedder. El sencillo fue lanzado el 15 de septiembre de 2009, alcanzando el número dos en Reino Unido, y el top10 en Austria, Bélgica, Alemania, Irlanda, Japón y Países Bajos. La canción «My Hands» fue utilizada meses más tarde como tema vocal principal en las versiones occidentales del videojuego Final Fantasy XIII programado por Square-Enix, sustituyendo así a «Kimi ga Iru Kara» de la japonesa Sayuri Sugawa presente en la versión nipona del juego. El 17 de septiembre participó en el VH1 Divas 2009 junto a Kelly Clarkson, Miley Cyrus, Jordin Sparks, Jennifer Hudson y Adele.
Este álbum salió a la venta el 16 de noviembre de 2009 y entró directo al número uno en Reino Unido, dos en Irlanda y tres en Suiza. En sus primeras tres semanas a la venta vendió más de medio millón de copias en todo el mundo. Por otro lado, interpreta el tema principal de la película del director de Titanic, James Cameron, Avatar, titulado «I See You», escrita por James Horner y Simon Franglen. Obtuvo una nominación a la 67th entrega de los Golden Globe Awards como Mejor canción original. En enero de 2010, Lewis prestó su voz para la canción «Everybody Hurts», con la idea de ayudar a las víctimas del terremoto de 2010 en Haití. El segundo sencillo del álbum «I Got You» fue publicado el 19 de febrero de 2010 en gran parte del mundo y el 21 de febrero en Reino Unido. Más tarde grabó un dueto con el cantante italiano Biagio Antonacci, llamada «Inaspettata», del álbum Inaspettata, que además fue interpretada en el programa italiano Io Canto el 22 de octubre del 2010.
Su primera gira, titulada The Labyrinth, comenzó en mayo de 2010 y basada en la película Labyrinth. Entre julio y agosto de 2010, Lewis participaría en los actos de apertura de la gira Norteamericana Bionic Tour de la cantante Christina Aguilera, que meses más tarde fue cancelada debido a las escasas ventas del álbum Bionic de la misma. Un DVD de la gira, que incluye un CD con material extra, fue publicado bajo el nombre de The Labyrinth Tour Live from The O2 el 29 de noviembre de 2010.

### 2011-2013:Hurt: The EP,Glassheart,The Glassheart TouryChristmas, with Love
Artículo Principal: Hurt: The EP, Glassheart, The Glassheart Tour, Christmas, with Love
Lewis empezó a trabajar en su tercer álbum, poco después de haber completado el recorrido de su gira The Labyrinth Tour. Ella proclamó que el álbum sería "un poco diferente de lo que la gente ha oído hablar de ella antes", y añadió que tenía previsto "entrar y crear y ver qué pasa". Lewis más tarde describió el álbum como "más progresista", "más ecléctico", "más uptempo" y "un poco más oscuro". En junio de 2011, cuando se le preguntó sobre su próximo álbum, Lewis lo describió como "enérgico, profundo y único". También comentó que tendría un tono más oscuro y que se adaptará a su "corazón en sus letras". Leona Citó a artistas de la talla de Tracy Chapman, Kate Bush y Tears for Fears como influencias principales del álbum.

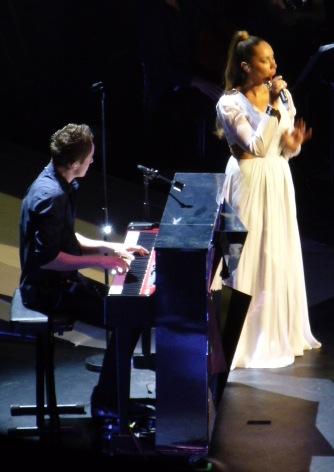
Lewis interpretando su propia versión de «Locked Out of Heaven» en la gira The Glassheart Tour (2013)

El 14 de julio de 2011, se confirmó que «Collide» sería la primera pista que se tomaría del tercer álbum de estudio de Lewis. Con un coro dance-pop, escrita por Rowe y producido por Sandy Vee, tuvo su primer lanzamiento de radio en Reino Unido en el programa de Scott Mills de la BBC Radio 1 el 15 de julio de 2011. El sencillo fue publicado en Reino Unido el 2 de septiembre de 2011 y en Alemania el 9 de septiembre de 2011. Tras su lanzamiento, alcanzó éxito top5 en los países de Escocia, Irlanda y Reino Unido, mientras que fue número uno en la Billboard Hot Dance Club Play de los Estados Unidos. La controversia sólo vino después de que se afirmó haber plagiado al músico Sueco Avicii en su canción «Penguin», este llevó el caso ante el Tribunal Supremo Británico. Finalmente el 16 de agosto de 2011, se pudo resolver la situación, con la propuesta del sello de Lewis, en que la canción fuese una colaboración entre ambos. Luego del estreno del video musical de «Collide» dirigido por Ethan Lader, se confirmó que el álbum se titula Glassheart y que se lanzaría en Reino Unido el 28 de noviembre de 2011, pero posteriormente, el 26 de noviembre la cantante confirmó en su Facebook oficial que el lanzamiento de su tercer álbum se vería postergado hasta el 26 de marzo de 2012, pero el 27 de enero de este año se informó en los medios que el disco será postergado nuevamente, siendo lanzado en noviembre, ya que Lewis quería continuar con más grabaciones. Antes del lanzamiento y para acortar la espera del mismo, publicó al mercado su primer EP llamado Hurt: The EP que incluye tres covers y mientras que para su edición estadounidense, «Run» del álbum Spirit.
El 21 de agosto de 2012, Lewis presentó de forma exclusiva la canción «Trouble» en BBC Radio One's Breakfast Show con Scott Mills, que más tarde sería lanzada como el segundo sencillo del álbum el 5 de octubre con la colaboración del rapero Childish Gambino. La canción debutó en la séptima posición en la principal lista del Reino Unido, UK Singles Chart, donde se convirtió en el novento top diez de Lewis. Días después del lanzamiento del sencillo, el álbum Glassheart fue publicado durante los meses de octubre y noviembre en gran parte del continente europeo, debutando directo al Top10 de las principales listas de; Alemania, Austria, Escocia, Irlanda y Reino Unido. El 16 de noviembre de 2012 se lanzó «Lovebird» como tercer sencillo del álbum, pero solo para el continente europeo. A fines de 2012 Lewis confirmó fechas en Europa para lo que será su segunda gira promocional en dos años, luego del The Labyrinth Tour en 2010. The Glassheart Tour comenzó el 15 de abril de 2013 y finalizó el 18 de mayo de 2013.
En febrero de 2013, Lewis dejó su administración, Modest! Management. Con ello fue anunciado que se encuentra trabajando en su cuarto álbum de estudio con lanzamiento para este fin de año. En julio de 2013, Lewis reveló que su nuevo álbum de estudio sería una colección de clásicos de Navidad, además de material nuevo con un "Sentimiento conmovedor". El álbum titulado Christmas, with Love, fue lanzado el 29 de noviembre de 2013, mientras que su primer sencillo «One More Sleep», fue puesto a la descarga digital el 5 de noviembre de 2013. La canción debutó en el número treinta y cuatro del UK Singles Chart, mientras que el álbum debutó en el número veinte y cinco del UK Albums Chart, lo que marcó su peor debut de toda su carrera musical en el país. En su segunda semana de ventas, el sencillo subió 31 posiciones, hasta el número tres convirtiéndose en uno de sus sencillos más exitosos, desde «Happy» que fue lanzado en 2009 y alcanzó el número dos de la lista. Mientras tanto, el álbum logró subir hasta el número trece.
Con «One More Sleep» en el número tres de la principal lista musical de Reino Unido, Lewis estableció un nuevo récord, en ser la artista femenina británica con más sencillos en el Top5 de toda la historia de la lista inglesa, con un total de ocho sencillos y superando a Olivia Newton-John, quien posee siete sencillos.

### 2014-presente: Debut en la actuación yI Am

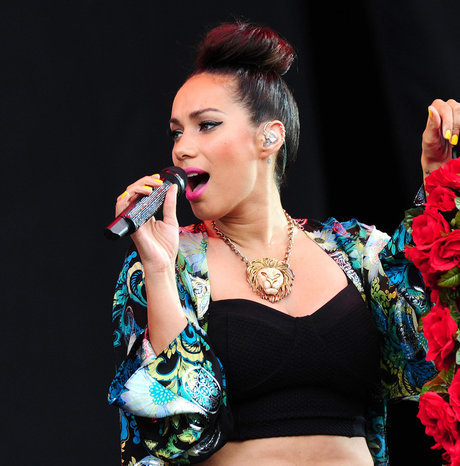
Lewis en Hackney Weekend Festival, en junio de 2013.

El 23 de septiembre de 2013, se anunció que Lewis debutaría como actriz en Holiday!, una película musical inspirada en los años 80s. En febrero de 2014, la película fue renombrada como Walking on Sunshine. Lewis grabó «Ain't No Mountain High Enough» a dúo con Michael Bolton, incluida en el nuevo álbum de Bolton del mismo nombre, que se lanzó en el Reino Unido el 5 de mayo de 2014. El 17 de mayo, Lewis presentó dos canciones en la Final de la Copa FA 2014: el tradicional himno antes del partido, «Abide with Me» y el himno nacional. El 3 de junio de 2014, Lewis confirmó que dejaba el sello discográfico Syco, en el que estuvo por un periodo de 7 años, para unirse a Island Records, el que posee a artistas como; Robbie Williams, Drake y Jessie J.
Actualmente, Lewis se encuentra en pleno proceso de producción y grabación de su quinto álbum de estudio. El 27 de noviembre de 2013, en una entrevista con Digital Spy, Lewis confirmó que iba a comenzar las sesiones de grabación de su quinto álbum en enero de 2014, después de que terminaría la promoción de su álbum navideño, Christmas, with Love. Reveló que durante la producción del álbum, en verano de 2013, se había reunido con algunos productores, pero que el foco principal en ese momento eran las canciones para el álbum de Navidad. En cuanto a estilo y composición, Lewis dijo que quería que el álbum tuviese un sonido ochentero. Más tarde, sin embargo, después de grabar con inspiración Motown, optó por algo completamente diferente, afirmando que ella ahora se inclinaba hacia un "sonido retro". Lewis comentó que ya se ha reunido en el estudio de grabación con el cantante Bruno Mars y el grupo The Smeezingtons. Lewis también señaló que, dada la oportunidad, le encantaría grabar un álbum clásico en el futuro, debido a la buena acogida de su versión clásica de «Ave María», incluida en su álbum Christmas, with Love. En diciembre de 2013, Lewis declaró a la revista Billboard: "A principios de año, estaba con dos productores diferentes, de hecho estuve con DJ Poet, quien es un productor increíble e hicimos un par de canciones juntos, ha sido muy emocionante. Probablemente voy a regresar y a trabajar con él de nuevo".
El 14 de abril de 2015 anunció que «Fire Under My Feet» sería el primer sencillo de su quinto álbum de estudio titulado, I Am. Además, reveló el nombre de otras cuatro canciones, «I Am», «I Got You», «Ladders» y «Thank You». «Fire Under My Feet» se estrenó el 11 de mayo en las emisoras radiales.
El disco salió a la venta el 11 de septiembre y en su primera semana vendió más de 24.000 copias. En julio de 2015 «I Am» y «Thunder» fueron lanzados como segundo y tercer sencillo del álbum, respectivamente. «Thunder» salió a la venta como el primer sencillo del álbum en los EE. UU..
El 11 de septiembre de 2015, después del lanzamiento del álbum, Lewis anunció su tercera gira en vivo con una primera etapa de catorce fechas en el Reino Unido. En el tour Lewis visitará las principales ciudades como Birmingham, Londres, Cardiff y Glasgow. El 12 de diciembre, la cantante actuó en la final de The X Factor UK junto a Ben Haenow, ganador, en el que el dúo consistió en la canción de Lewis «Run» y «Slamming Doors» de Haenow. Ese mismo mes Lewis realizó una versión de «Girl Crush» con Adam Lambert. En mayo de 2016 la presentación obtuvo una nominación en los premios de la música de CMT. El 18 de marzo de 2016, Lewis encabezó el Cirque du Soleil One Night for One Drop en Las Vegas. El 26 de mayo de 2016, se anunció que Lewis haría su debut en Broadway como Grizabella en el musical de Andrew Lloyd Webber, Cats. El 9 de octubre de 2016, dejó el papel después de casi cuatro meses interpretando el papel.
En junio de 2016, después de dos años con el sello, se reveló que Lewis e Island Records se separaron debido a "algo que no hizo clic". Más adelante ese mes Lewis lanzó la canción «(We All Are) Looking for Home», un sencillo de caridad creado en colaboración con Diane Warren para el anuncio de servicio público de la Fundación Vanderpump Dog en oposición al Yulin Dog Meat Festival.
En 2017 la cantante lanza en colaboración con Pitbull la canción up tempo <<Only ones to Know>> perteneciente al Álbum <<Climate Change>> del artista estadounidense de origen cubano
A inicios del 2018 fue lanzada la colaboración con Calum Scott en una nueva versión de You Are the Reason con una presentación en The One show en febrero de ese mismo año. Posteriormente el 15 de junio de 2018 lanzó la canción Amore en colaboración con el cantante Pitbull, el sencillo oficial de la banda sonora de la película Gotti.

## Artística

### Voz
Leona Lewis es una Soprano ligera, su rango vocal se extiende desde el Do3, alcanzado en múltiples ocasiones en la canción "Hurt", hasta el Fa#6 , alcanzado en una versión de la canción “Loving You” de Minnie Riperton, dándole un rango total de 3 octavas y una sexta. Su nota más alta en voz de pecho es el La5, alcanzado recientemente en la canción "I Got You" de su álbum "I Am". 
. Para describir la voz de Leona Lewis, Phyllis Fulford y Michael Mailler dijeron, 

"El grave es cansado distendido, la belting voice, la voz de cabeza y el registro de silbido son ligeros, puros y brillantes. Ella posee un gran arsenal de habilidades técnicas. Su legato es perfecto, sus staccatos son muy precisos, su trino maravilloso y muy sólido, y sus escalas cromáticas son dulces".

### Estilo musical
Lewis comentó sobre el estilo musical de su álbum debut que se describe como "canciones clásicas con un toque contemporáneo", que contiene estilos R&B y "frescos del pop", baladas y "números expresivos de tempo". Tiene un estilo americano, con algunos sonidos electrónicos de los años 80. Sin embargo, las canciones no siguen las últimas tendencias, pero son canciones que se pueden realizar acústicamente. El segundo álbum de Lewis Echo, contiene mucho R&B y Pop, durante una entrevista con Variety magazine, habló sobre el estilo musical del álbum, comentando: 

"Yo quería que el álbum tuviese un sonido más vivo, con un poco de instrumentación en vivo".
Leona Lewis

 En febrero de 2011, mientras hablaba de su tercer álbum de estudio Glassheart, Lewis dijo que el álbum sería más experimental que Spirit y Echo, que incorpora un sonido pero "diferente", "clásico". y añadió, 

"Yo estoy realmente emocionada por esto. Estoy trabajando con algunos productores, y algunas personas que le darán un toque diferente al álbum – pero manteniendo lo clásico".
Leona Lewis

### Influencias
De acuerdo a Lewis, las más grandes influencias en su carrera son Whitney Houston, Céline Dion, y Mariah Carey. Ella dijo:

"Cuando yo era niña solía escuchar a Whitney Houston, Céline Dion y Mariah Carey, de lo cual tuve un gran alcance de su tipo como cantantes para que influyeran en gran parte de mi música y un montón de las canciones que me gusta cantar."
Leona Lewis

Además, Lewis citó a los artistas Tracy Chapman, Kate Bush y Tears for Fears como las principales influencias de su álbum Glassheart.

## Otras actividades
En octubre de 2008, The Times informó que Lewis había rechazado una suma de siete cifras de Mohamed Al Fayed para abrir una venta de Harrods. Lewis comentó que ella rechazó la oferta por considerar que Harrods es la única tienda del Reino Unido, que sigue creando ropa hecha con pieles de animales. 

"No fue de un millón de libras lo que me ofrecieron, como los periódicos informaron, pero incluso si lo hubiera sido, todavía lo seguiría rechazando. Tengo muchas críticas por ello. Había gente que decía que debería haberlo hecho y haber donado el dinero a la caridad, pero eso hubiese sido una contradicción".
Leona Lewis

Lewis anunció en octubre de 2008 que estaba en "período de negociación" de lanzar su propia línea de accesorios éticos a través de Topshop, y que se encontraba en las últimas etapas del lanzamiento su propio perfume para Europa. LR lanzó la fragancia en julio de 2009 con el nombre de Leona Lewis. En 2010, creó una empresa de moda con su entonces novio, Lou al-Chamaa, llamada LOA Clothing Ltd.
la cantante firmó un acuerdo en enero de 2009 para lanzar un libro autobiográfico ilustrado en octubre de 2009. El libro, titulado Dreams, contiene la mayoría de las imágenes tomadas por el fotógrafo Dean Freeman. En 2011, Lewis fue juez invitada en Hit Platinum, y en mayo de 2012, regresó a The X Factor como juez invitada en las audiciones en Londres para el capítulo noventa. En marzo de 2013, Lewis fue anunciada como la nueva activista de la marca The Body Shop.

## Vida personal
Convivió con su novio en Hackney, Londres, hasta su separación en junio de 2010. Ellos se conocían desde los diez años aproximadamente. Es vegetariana desde que tenía 12, Lewis ganó el PETA's Sexiest Vegetarian junto al vocalista de Red Hot Chili Peppers, Anthony Kiedis en 2008 y el Europe's Sexiest Vegetarian de Europa en 2009 con el actor Scott Maslen. También fue nombrada la persona del año de PETA en 2008. Lewis es una partidaria de la Sociedad Mundial para la Protección Animal y es una de las propietarias del Hopefield Animal Sanctuary de Brentwood.
En un evento de la firma de su libro Dreams, el 14 de octubre de 2009 en una librería Waterstone en el centro de Londres, un hombre de 29 años de edad del sur de Londres agredió a Lewis, quien fue arrestado en la escena; Lewis sufrió hematomas. Al agresor se le sancionó bajo la Ley de Salud Mental y se le acusó de asalto común. Él admitió el delito y fue hospitalizado por un período indeterminado.
En 2017, Lewis reveló que sufría la enfermedad de Hashimoto, detallando el dolor y la fatiga que padecía a causa de la enfermedad.
Se casó con Dennis Jauch en julio de 2019 en Toscana, Italia, en la propiedad Il Palagio de Sting. La pareja mantenía una relación desde 2010. En marzo de 2022 se hizo público que estaban esperando su primer hijo. Su hija, Carmel Allegra, nació el 22 de julio de 2022.
En noviembre de 2019, vendió su rancho de Glendale, California, valorado en 2,25 millones de dólares por una propiedad de 3,7 millones de dólares en la urbanización de Hidden Hills, Los Ángeles. Le vendió la propiedad a Simon Cowell en 2020 por 3,9 millones. En marzo de 2021 compró una casa en Studio City.

## Discografía
Álbumes de estudio
- 2007: Spirit
- 2009: Echo
- 2012: Glassheart
- 2013: Christmas, with Love
- 2015: I Am

## Giras
- 2010: The Labyrinth Tour
- 2013: The Glassheart Tour
- 2016: I Am Tour